# کیس پیل
کیس پیل (هلندی: Kees Pijl; ۹ ژوئن ۱۸۹۷ – ۳ سپتامبر ۱۹۷۶) بازیکن فوتبال اهل هلند بود.
از باشگاه‌هایی که در آن بازی کرده‌است می‌توان به باشگاه فوتبال فاینورد اشاره کرد.
وی همچنین در تیم ملی فوتبال هلند بازی کرده‌است.